# مابي كيدز
مابي كيدز (بالإنجليزية: Mappy Kids)‏ (باليابانية: マッピーキッズ) ، هي لعبة فيديو من إنتاج شركة نامكو اليابانية سنة 1989م وهي إنتاج حصري في اليابان.

## وصلات خارجية
- Mappy Kids at GameFAQs
- Mappy Kids at MobyGames